# مسجد كامبونج ماتا ماتا
مسجد كامبونج ماتا ماتا أو بلاي عبادة أحد مساجد بندر سري بكاوان عاصمة بروناي.

## الموقع
يقع مسجد كامبونج ماتا ماتا في منطقة كامبونج ماتا ماتا، والتي تبعد حوالي أحد عشر كيلومتر من مدينة بندر سري بكاوان عاصمة بروناي.

## البناء
بدأ بناء بلاي عبادة أو مسجد كامبونج ماتا ماتا في الثاني من شهر نوفمبر من عام 1987، على موقع أرض تبلغ مساحتها 0:52 فدان، واكتمل البناء في الثالث والعشرين من شهر أبريل من عام 1988، وتم تمويل نصف تكلفة بناء مركز العبادة من قبل حكومة بروناي دار السلام والنصف الآخر جاء نتيجة التبرعات من الجمهور، وبلغت تكلفة البناء 145,000.00 دولار.

## استيعاب المسجد
يمكن لقاعة العبادة أت تستوعب 350 مصلي في وقت واحد.